# Vincențiu Ioanovici
Vincențiu Ioanovici (în sârbă Викентије Јовановић, cu alfabet latin: Vikentije Jovanović; n. 1689, Szentendre, Pesta, Ungaria – d. 6 iunie 1737, Belgrad, Monarhia Habsburgică) a fost un cleric ortodox sârb, care a îndeplinit funcțiile de episcop al Episcopiei Aradului (1726-1731) și de mitropolit de Belgrad-Carloviț (1731-1737).